# Литъл Джо 1

## Цели
Мисията Литъл Джо 1 (LJ-1) (на английски: Little Joe 1) първият изпитателен полет на ракетата Литъл Джо I за проверка на системата за аварийно спасяване (САС) в рамките на програма „Мъркюри“.

## Полетът
На 21 август, около половин час преди планирания старт, двигателите на САС се самозапалват и изстрелват макета на капсулата на „Мъркюри“ от стартовата площадка. корабът достига височина около 610 м и се приземява на разстояние около 800 м от стартовата площадка. Времето на полета е около 20 секунди.
Разследването разкрива причините за „нерегламентираният“ старт. Акумулаторите са незаредени и предполетната подготовка включва зареждането им. Фабричен дефект или грешка при свързването им довежда до късо съединение. Това от своя страна води до задействане на стандартната програма „отказ от главния двигател“. Датчиците определят височината като недостатъчна и „дават“ команда за задействане на пироболтовете за изстрелване на капсулата и за задействане двигателя на САС. Двигателите са отделени автоматично, но недостатъчната мощност на акумулаторите не позволява да се подаде команда за отделяне на обтекателя и да се отворят парашутите. Това довежда до свободното им падане в морето.